# El Gusano
El Gusano är en ort i Mexiko.   Den ligger i kommunen Dolores Hidalgo och delstaten Guanajuato, i den centrala delen av landet, 270 km nordväst om huvudstaden Mexico City. El Gusano ligger 2 004 meter över havet och antalet invånare är 386.
Terrängen runt El Gusano är platt åt nordost, men åt sydväst är den kuperad. Runt El Gusano är det ganska tätbefolkat, med 93 invånare per kvadratkilometer. Närmaste större samhälle är Dolores Hidalgo, 11,9 km öster om El Gusano. Trakten runt El Gusano består i huvudsak av gräsmarker.